# Abdelhamid Bouchema
Abdelhamid Bouchema. (Somalia, 1966) es un terrorista de origen somalí, nacionalizado neerlandés.
En noviembre de 2004 fue deportado a España desde Holanda tras comprobarse que mantenía un permiso de residencia en este país y después de ser absuelto por falta de pruebas de pertenecer a un grupo terrorista islámico, motivo por el que había sido detenido en 2002 con la acusación de colaborar con células de apoyo a Al Qaeda. En noviembre de 2005 fue detenido en España acusado de pertenecer al Grupo Salafista para la Predicación y el Combate junto a otras diez personas, de las que sólo cuatro, incluido Bouchema, quedaron en prisión provisional acusadas de tratar de intercambiar drogas por explosivos.